# Svalehale (sommerfugl)
Svalehalen (Papilio machaon) er en sommerfugl, der er udbredt på den nordlige halvkugle fra subtropisk til næsten arktisk klima. Svalehalen foretrækker fugtige enge og moser med værtsplanterne kærsvovlrod og angelik.

## Forekomst i Danmark
Sommerfuglen har været forsvundet fra Danmark siden 1978 og går tilbage i hele Nordvesteuropa i takt med at de større åbne og våde engarealer og moser afvandes eller gror til. Da den fandtes i Danmark kunne man møde den fra slutningen af maj til hen i juli. I varme år optrådte en 2. generation herefter, som først forsvandt hen i august. Svalehalen træffes stadig næsten hvert år i Danmark, men kun som strejfer fra Sverige eller Tyskland.
I 2016 erklærede inspektør Morten D. D. Hansen fra Naturhistoriske Museum arten for genopstået i Danmark pga. talrige forekomster og det, at de lægger mange æg.

## Udseende
Svalehalen er meget karakteristisk og kan ikke forveksles med andre sommerfugle i Danmark. Den har et vingefang omkring 8 cm, som dog varierer meget – mellem 5 cm og 9 cm. Herudover har den lange tydelige haler på bagvingerne. Svalehalen har tydelige gule og sorte tegninger, men den gule farve kan variere meget fra næsten hvid til næsten orange. På bagvingerne findes en kant af blå metalskinnende pletter. Nogle individer har, som på fotoet også orangerøde pletter i denne bort.

## Livscyklus
I Danmark havde svalehalen som regel kun en enkelt generation, selvom der i varme år kunne optræde en 2. generation. I Sydeuropa findes der dog ofte 2 eller 3 generationer. Æggene lægges på kærsvovlrod og efter en uge klækkes de. Larven er i det sidste stadium meget karakteristisk, stor og citrongul med sort-grønne striber. Hvis den forstyrres kan den udskyde et organ på hovedet med en ildelugtende syrlig lugt. Larvens advarselsfarver og lugt signalerer, at den er giftig. Fra midten af juli forpuppes larverne og de overvintrer i dette stadie. I de varme år kan pupperne klækkes allerede efter 2-3 uger hvorved 2. generation fremkommer.

## Foderplanter
Svalehalens larver lever på kærsvovlrod, angelik, vild gulerod og evt. andre skærmplanter.